# راش
راش (بالإسبانية: Rush)‏ هو مصارع محترف مكسيكي، ولد في 29 سبتمبر 1988 في Tala, Jalisco ‏ في المكسيك.

## روابط خارجية
- راش على موقع CageMatch worker (الإنجليزية)